# Маяк Никодимский
Мая́к Никоди́мский — посёлок в Терском районе Мурманской области. Входит в состав сельского поселения Варзуга. 

## География
Посёлок находится на мысе Никодимский Терского берега Белого моря, между сёлами Чапома и Пялица, на расстоянии 225 км к юго-востоку от посёлка городского типа Умба, административного центра района.

## Население
| 2002 | 2010 |
| ---- | ---- |
| 18   | ↘3   |

### Половой состав
По данным Всероссийской переписи населения 2010 года, в посёлке проживало 3 человека, из них 2 мужчины (66,7 %) и 1 женщина (33,3 %).

## Транспорт
Сообщение с другими населёнными пунктами осуществляется воздушным транспортом.